# Свободная республика Шварценберг

Современная карта района Ауэ-Шварценберг в Саксонии. Район Штолльберг находится севернее.

Свободная республика Шварценберг (нем. Freie Republik Schwarzenberg) — современное название для неоккупированной территории в западной Саксонии, которая существовала несколько недель после капитуляции Германии 8 мая 1945 года.
После поражения Германии, районы Шварценберг, Штолльберг и Ауэ в Рудных горах были оставленными неоккупированными по неизвестным причинам. В это время антифашистские группы образовали местное правительство в 21 населённом пункте. Статус-кво был окончен, когда советские войска 24 июня 1945 года вошли в регион.
Существует несколько теорий, почему ни американские войска, ни Красная армия не заняли территорию. Одна из них гласит, что обе державы договорились остановиться у берегов реки Мульде. Поскольку там существует несколько рек с таким названием, а Шварценберг находится между ними, причиной было недоразумение. Другая теория гласит, что союзники просто «забыли» эту территорию.
Современное название Свободная республика Шварценберг впервые появилось в романе 1984 года Schwarzenberg писателя Стефана Гейма. Поскольку роман основан на действительных событиях, название стало общепринятым.